# Nombre màssic
El nombre màssic o nombre de massa representa el nombre de nucleons d'un nucli atòmic, és a dir la suma dels protons i dels neutrons presents en el nucli d'un àtom. Es simbolitza amb la lletra majúscula A. Si es representa un núclid es posa a la part superior esquerra del símbol de l'element químic. Per exemple {\displaystyle _{6}^{12}{\text{C}}} indica que aquest nucli de carboni té dotze nucleons, o que el seu nombre màssic, A, és dotze. En espectrometria de masses es denota com a m.
El nombre màssic és l'indicatiu dels distints núclids d'un element químic. Donat que el nombre de protons és idèntic per a tots els àtoms d'un mateix element químic, només el nombre màssic, que du implícit el nombre de neutrons en el nucli atòmic, indica de quin núclid de l'element es tracta. Dos núclids amb igual nombre màssic són isòbars.
No és el mateix que el nombre atòmic (Z), que denota el nombre de protons del nucli, i que per tant identifica de manera biunívoca un element. Per tant, la diferència entre el nombre màssic i el nombre atòmic dona el nombre de neutrons (N) d'un nucli atòmic: N=A−Z.